# Sint-Nicolaaskathedraal (Elbląg)
De Sint-Nicolaaskathedraal in Elbląg (Elbing) (Pools: Katedra św. Mikołaja w Elbląg) is een 13e-eeuwse gotische kerk. Oorspronkelijk was de kerk een gewone parochiekerk, maar sinds 25 maart 1992 is het de kathedraal van het bisdom Elbląg. De toren van de kerk meet 97 meter en is een van de hoogste van het land.

## Geschiedenis

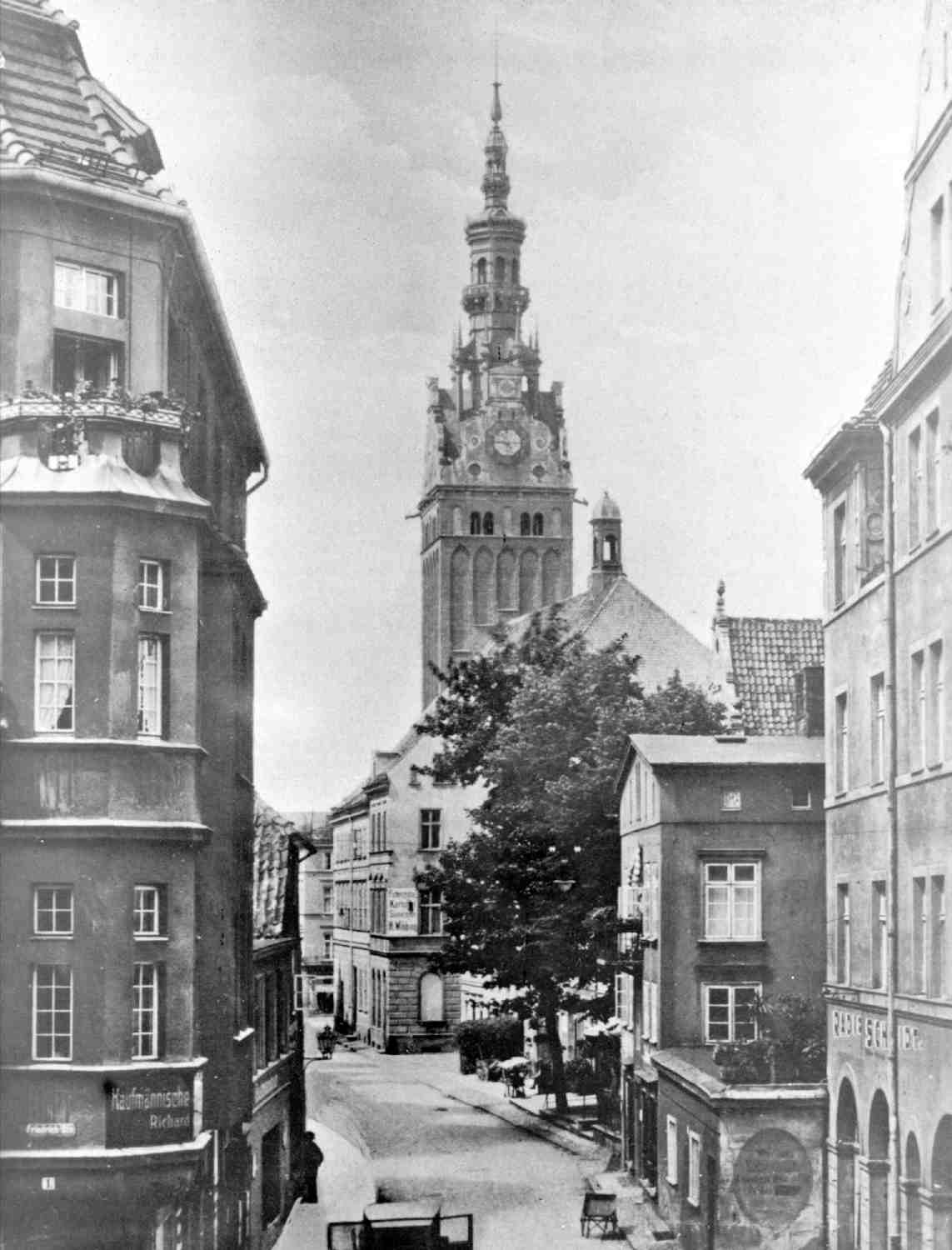
De kerk voor 1945

De oorsprong van de kerk dateert uit de eerste helft van de 13e eeuw. In 1237 bouwden de ridders van de Duitse Orde voor de kolonisatie van het gebied hun burcht. Rond de burcht groeide een nederzetting met kolonisten uit Lübeck en Westfalen en tot de eerste gebouwen behoorde waarschijnlijk een geïmproviseerde, aan de heilige Nicolaas gewijde kerk. Tegen het einde van de 13e eeuw was de bevolking zo snel toegenomen, dat er behoefte was om de kerk uit te breiden. Er ontstond een drieschepige basiliek, met een middenbeuk hoger dan de zijbeuken. Verbouwingen in de 14e en 15e eeuw gaven de Nicolaaskerk het aanzien van een laatgotisch kerkgebouw met stergewelf. De kerk was verfraaid met drie torens, twee lagere torens aan de beide zijden met in het midden een in 1598 gebouwde toren met een renaissance spits waarin zeven klokken hingen.
In de jaren 1573-1617 werd de kerk een luthers kerkgebouw, maar na zware druk van de Poolse heersers weer katholiek. Nog tweemaal zou de kerk protestants zijn, namelijk ten tijde van de Zweedse bezetting van 1626 tot 1632 en ten tijde van de Zweeds-Poolse oorlog (1655-1660). Sinds het Verdrag van Oliva (1660) werd de kerk blijvend rooms-katholiek.
Op 26 april 1777 werd de kerktoren tijdens een zware storm door de bliksem getroffen. De uitslaande brand veroorzaakte de instorting van de gewelven en de vernietiging van een groot deel van het interieur. In de moeilijke financiële situatie kon de stad niet in de oorspronkelijke vorm herbouwen. Alle drie de torens moesten worden gesloopt, de zijmuren van het kerkgebouw werden verlaagd met 6,5 meter en in plaats van het stergewelf kreeg de kerk een barok plafond.
Geleidelijk aan werd de kerk weer verfraaid. In 1850 werd een marmeren vloer gelegd, het materiaal werd vanuit België geïmporteerd. Maar de grootste investering vond plaats in de periode 1906-1907, toen er een nieuwe toren werd gebouwd. De toren werd een van de hoogste torens van Oost-Duitsland en tegenwoordig is het 's lands hoogste toren rechts van de Weichsel. In de toren werden zes nieuwe bronzen klokken gehangen, die al tijdens de Eerste Wereldoorlog weer moesten worden ingeleverd ten behoeve van de wapenindustrie.
De laatste Duitse pastoor van de Nicolaaskerk was Arthur Kather. Hij was een uitgesproken tegenstander van de nazi-ideologie en verdedigde de vervolgden. Tegen alle verboden in bood hij hulp aan Poolse dwangarbeiders. Tijdens de belegering en de verovering van de stad door het Rode Leger van 26 januari tot 10 februari 1945 werd een groot deel van Elbing met de grond gelijk gemaakt. De kerk brandde op 2 februari, het feest van Maria-Lichtmis, geheel uit. Slechts de zijmuren en de staalconstructie van de toren overleefden de vernietiging. Van de later toegevoegde barokke decoraties bleef niets over, terwijl het gotische interieur grotendeels werd gered door tijdige opslag in diverse dorpskerken. Vanaf 1948 werd begonnen met een geleidelijke wederopbouw van het gebouw. In de jaren 1969-1989 werden gebrandschilderde ramen in de kerk geplaatst.
Sinds 1992 is de kerk de kathedraal van het bisdom Elbląg, dat werd opgericht uit delen van het bisdom Chełmno, aartsbisdom Gdańsk en aartsbisdom Warmia.

## Interieur
Naast een aantal laatgotische en neogotische altaren bezit de kerk een bronzen doopvont uit 1387. De sokkel wordt door liggende leeuwen omringd en tussen gotische arcades versierd met de figuren van acht apostelen. Het doopbekken is van acht scènes uit het leven van Maria voorzien. Noemenswaardig zijn ook de houten beelden van de heilige Nicolaas en de tien apostelen, die zowel tijdens de brand van 1777 als van 1945 gered konden worden.